# Андрушкевич (герб)
Андрушкевич (пол. Andruszkiewicz) – шляхетський герб, різновид герба Могила.

## Опис герба
У чорному полі срібна могила увінчана золотими хрестами лицарськими з боків. Клейнод: три пера страуса. Намет: чорний, підбитий сріблом.

## Історія
Вікентій і Йосиф Андрушкевичі 11 грудня 1869 року отримали дипломом на спадкову дворянську гідність. Герб Андрушкевичів було внесено до Частини 1 Збірника дипломних гербів Російського дворянства, не внесених до Єдиного Гербовника, стор. 35.

## Гербовий рід
Андрушкевич.